# في حالة فرار (رواية)
في حالة فرار (بالإنجليزية: On the Run)‏ هي رواية للكاتبة الإنجليزية نينا بودن، نشرت عام 1964، لأول مرة عن دار نشر فيكتور غولانكز.